# Oxyopes vogelsangeri
Oxyopes vogelsangeri es una especie de araña del género Oxyopes, familia Oxyopidae. Fue descrita científicamente por Lessert en 1946.
Habita en la República Democrática del Congo y Sudáfrica.